# Nicolás Mazzarino
Nicolás Mazzarino (Salto, 21 ottobre 1975) è un allenatore di pallacanestro ed ex cestista uruguaiano con cittadinanza italiana.
Era una guardia di 183 cm in possesso di passaporto italiano. È soprannominato "il cardinale".

## Carriera
Inizia la carriera professionistica con la maglia dell'Hebraica Macabi con la quale vince un campionato uruguayano. Due anni dopo passa all'Atletico Welcome con il quale gioca dal 1997 al 2002, vincendo quattro scudetti consecutivi. Nel 2000-01 milita per pochi mesi al Boca Juniors, in Argentina, prima di ritornare in patria al Welcome, con il quale la sua ultima stagione in Uruguay a 21,5 punti di media.
Nel marzo del 2002 arriva in Italia, firmando con la Viola Reggio Calabria. Nel 2004-05 diventa capitano della formazione calabrese; in quella stagione sarà miglior realizzatore con 14,4 punti di media in 35 minuti disputati a gara.
Nel 2005-06 passa alla Pallacanestro Cantù, della quale diventa capitano nel 2007-08. Nel 2009-10 gioca la sua migliore stagione a Cantù, con 12,9 punti e 2,7 assist di media. Da capitano della squadra brianzola raggiunge una finale scudetto, due semifinali scudetto e due finali di Coppa Italia, gioca due stagioni in Eurolega e vince la Supercoppa italiana 2012.
Dopo 12 stagioni in Italia (con quasi 4.000 punti segnati), di cui 8 con la maglia di Cantù, nell'estate del 2013 torna in Uruguay, al Club Malvín di Montevideo.

## Palmarès

### Club

#### Competizioni nazionali
- Campionati uruguaiani: 8

Hebraica Macabi: 1994
CA Welcome Montevideo: 1997, 1998, 1999, 2000
Club Malvin Montevideo: 2013-14, 2014-15, 2017-18
- Supercoppa italiana: 1

Cantù: 2012

#### Competizioni internazionali
- Copa Rio de la Plata: 1

Hebraica Macabi: 1996

### Nazionale
- 1º - FIBA South American Championship: 1997
- 3º - Giochi panamericani: 2007
- 2º- FIBA South American Championship: 2008

### Record personali
- Miglior marcatore nel FIBA South American Championship 2004 con 25,7 punti di media
- Vincitore della gara del tiro da tre punti all'All Star Game 2011